# Otiothops germaini
Otiothops germaini là một loài nhện trong họ Palpimanidae. Loài này được phát hiện ở Brasil.